# Репнянское карьероуправление
Репнянское карьероуправление расположено в Каменском районе Ростовской области, в 3 км.от посёлка Чистоозерный, на правом берегу в двух километрах от реки Северский Донец. В 7 км от карьера проходит железная дорога с ближайшей станцией Репная — 12 км, на которую выводятся все жд вагоны с камнепродукцией для последующей транспортировки потребителям.

Численность работников — более 300 человек.

## История предприятия
Репнянское карьероуправление, или как оно первоначально именовалось — «Репнянский карьеро-строительный район Главгидроволгодонстроя МВД СССР», организовано
на базе строительства Волго-Донского канала в мае 1948 года.

Репнянское карьероуправление было одним из крупнейших подсобных предприятий Волгодонстроя, обеспечивающих это строительство камнем и щебнем.
После окончания строительства Волго-Донского судоходного канала и Цимлянского гидроузла в 1952 году, Репнянское карьероуправление было передано Сталинградгидрострою, в подчинении которого находилась до октября 1955 года. В этот и в последующие периоды предприятие обеспечивало камнем и щебнем крупнейшие стройки европейской части нашей страны;
На сегодняшний день завод является поставщиком нерудных материалов на строительство Крымского моста. Кроме Южного федерального округа (Ростовская область, Астраханская область, Волгоградская область, Ставрапольский и Краснодарский край) идут поставки щебня и бутового камня в Владимирскую, Воронежскую, Ярославскую и Московскую области.

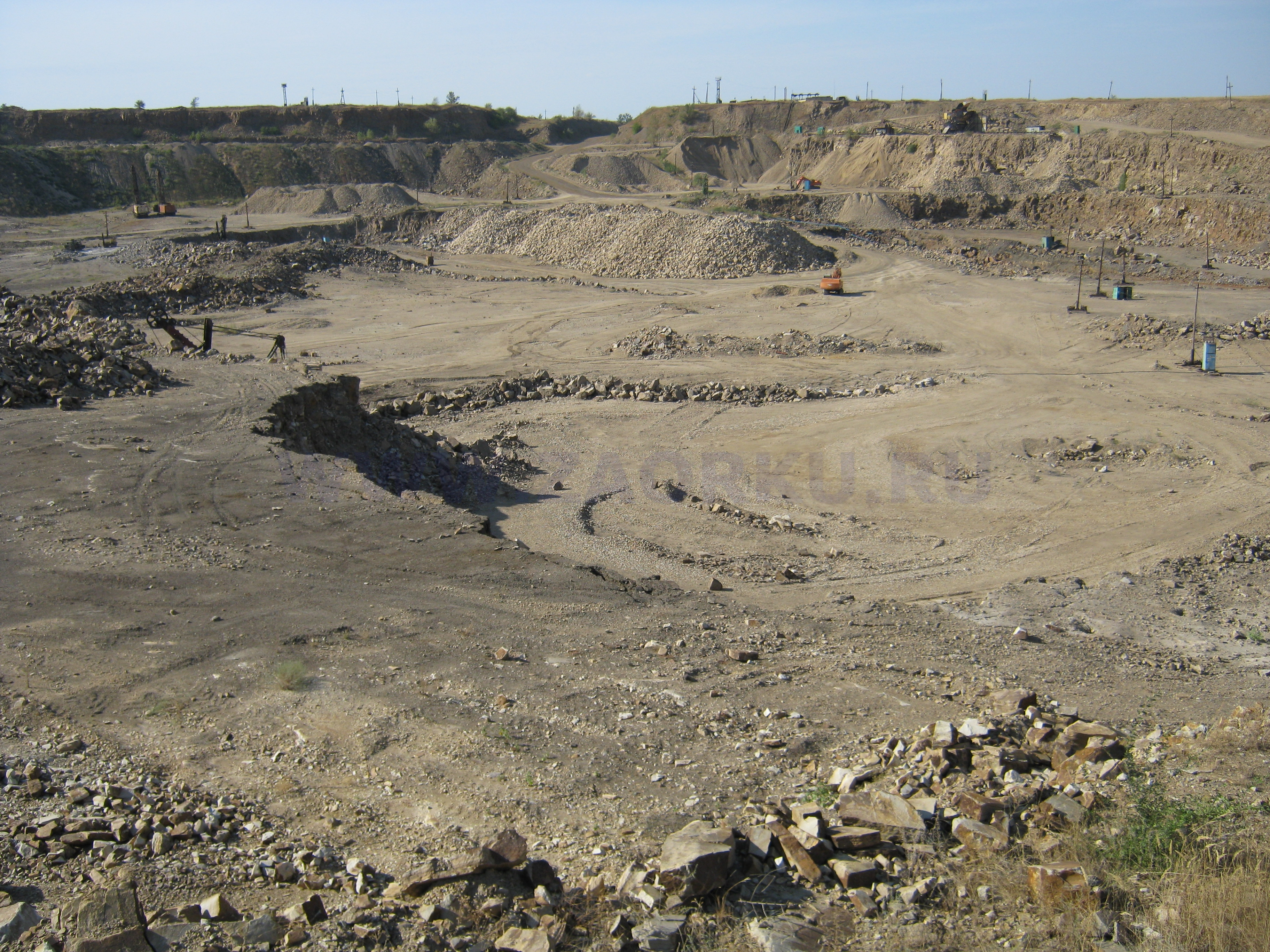
Разработка карьера.